# Nejmilejší syn
Nejmilejší syn (v originále Le Fils préféré) je francouzský hraný film z roku 1994, který režírovala Nicole Garcia. Snímek měl světovou premiéru 21. prosince 1994.

## Děj
Jean-Paul Mantegny je ředitelem hotelu na Azurovém pobřeží, kterému se poslední dobou profesně nedaří a naléhavě potřebuje velkou sumu peněz. Jeho otec Raphaël je už v důchodu a nemůže pro něj nic udělat. Jean-Paul hledá pomoc u svých dvou bratrů. Nejstarší Francis, zavržený jejich otcem kvůli své homosexualitě, je učitelem v Martigues a nemá peníze. Mladší bratr Philippe je právníkem v Miláně a rozhodně mu odmítá pomoci kvůli vztahu, který měl dříve Jean-Paul s jeho ženou. Zoufalý Jean-Paul uzavře životní pojištění na jméno svého otce tím, že zfalšuje dokumenty. Během návštěvy svého otce tento nešťastnou náhodou spadne do moře před očima Jeana-Paula, který váhá, jestli ho zachránit.

## Obsazení
| Gérard Lanvin      | Jean-Paul Mantegna |
| Bernard Giraudeau  | Francis Mantegna   |
| Jean-Marc Barr     | Philippe Mantegna  |
| Roberto Herlitzka  | Raphaël Mantegna   |
| Margherita Buy     | Anna Maria         |
| Pierre Mondy       | zubař              |
| Karin Viardová     | Martine            |
| Antoinette Moya    | Odette             |
| Philippe Duclos    | Vogel              |
| Jean-Pierre Becker | Patrick            |
| Marc Berman        | Bernard            |

## Ocenění
- César: nejlepší herec (Gérard Lanvin)